# Алі бін Абдалла Аль Тані
Алі бін Абдалла бін Джасім бін Мухаммед Аль Тані (араб. علي بن عبد الله بن جاسم بن محمد آل ثاني; 5 червня 1895 — 31 серпня 1974) — катарський державний діяч, емір (хакім) Катару від 1949 до 1960 року. Відомий як перший катарський емір, який здійснював поїздки світом, відвідавши зокрема Індію, Єгипет, Ліван, країни Європи та Леванту).

## Життєпис
Був сином шейха Абдалли бін Джасіма Аль Тані.
Зайняв трон після зречення свого батька. Його правління позначилось розвитком освіти й інфраструктури. За часів перебування на чолі держави шейх Алі контролював посилання найпершої партії катарської нафти з порту міста  Умм-Саїд 31 грудня 1949 року, тим самим відзначивши вступ Катару до нафтової доби. 1 вересня 1952 року шейх Алі підписав договір з Іракською нафтовою компанією, за умовами якого Катар отримав 50 % прибутку від експорту нафти. Емір здійснив ефективні кроки для розвитку нафтової галузі в Катарі, а також для налагодження надійної системи управління підприємствами з видобутку нафти.
Окрім іншого, в той період було створено першу регулярну школу для хлопчиків і таку ж школу для дівчат. Почали фінансуватись місця в університетах. Було засновано перший стаціонарний шпиталь. Шейх Алі також контролював будівництво міжнародного аеропорту Дохи, кількох автотранспортних мереж, портових споруд, об'єктів систем водопостачання й електропостачання. Він започаткував додаткові урядові департаменти й міністерства, а також перші в країні акціонерні товариства. Колишні британські офіцери були призначені на відповідальні пости, зокрема Рональд Кокрейн став відповідальним за організацію роботи поліції, а Філіп Плант став радником еміра.
На початку 1950-их років у країні спалахнули заворушення нафтовиків, які були невдоволені політикою власників нафтових компаній. Шейх Алі був посередником у перемовинах між сторонами. До 1956 року учасники протестів у столиці почали висловлювати своє вороже ставлення до еміра. Одна з найбільших акцій протесту відбулась того ж року, в ній узяли участь близько 2 000 осіб, більшість із яких були нафтовиками й високопосадовцями Катару, які перебували в союзі з арабськими націоналістами.
У травні 1960 року двоюрідний брат шейха Алі здійснив на нього замах із застосуванням вогнепальної зброї. Подія сталась у вихідній резиденції еміра в Бейруті. Формальною причиною замаху було названо фінансові суперечності. Невдовзі катарська опозиція поширила в Катарі та 15 інших арабських країнах листівки, в яких звинувачувала шейха Алі в тому, що він «подорожував за кордоном у власне задоволення в той час, як його народ потерпав через злидні та хвороби». Чутки про непомірну заможність шейха Алі поширювались і в західній пресі, стверджувалось, що він привласнив собі $12,5 млн з державних $50 млн прибутку від видобутку нафти 1959 року.
24 жовтня 1960 року шейх Алі зрікся престолу на користь свого сина Ахмада. Після свого зречення Алі впродовж кількох років жив у Катарі, залишаючись соціально активним та спілкуючись із багатьма мусульманськими вченими.
Алі бін Абдалла Аль Тані хворів на цукровий діабет. В останні роки свого життя перебував у Лівані. Помер у бейрутському шпиталі Барбір 31 серпня 1974 року. Його тіло доправили до Катару, де й був похований на цвинтарі в муніципалітеті Аль-Раян.

## Діти
Шейх Алі мав 14 дітей: 11 синів і 3 дочок.